# Orchestrella
Genre
Orchestrella est un genre d'araignées aranéomorphes de la famille des Sparassidae.

## Distribution
Les espèces de ce genre sont endémiques de Namibie.

## Liste des espèces
Selon World Spider Catalog (version 17.5, 20/01/2017) :
- Orchestrella caroli Lawrence, 1966
- Orchestrella longipes Lawrence, 1965

## Publication originale
- Lawrence, 1965 : New and little known Arachnida from the Namib desert, Papers of the Namib Desert Research Station, vol. 27, p. 1-12.